# St. Sebastian (Gilching)

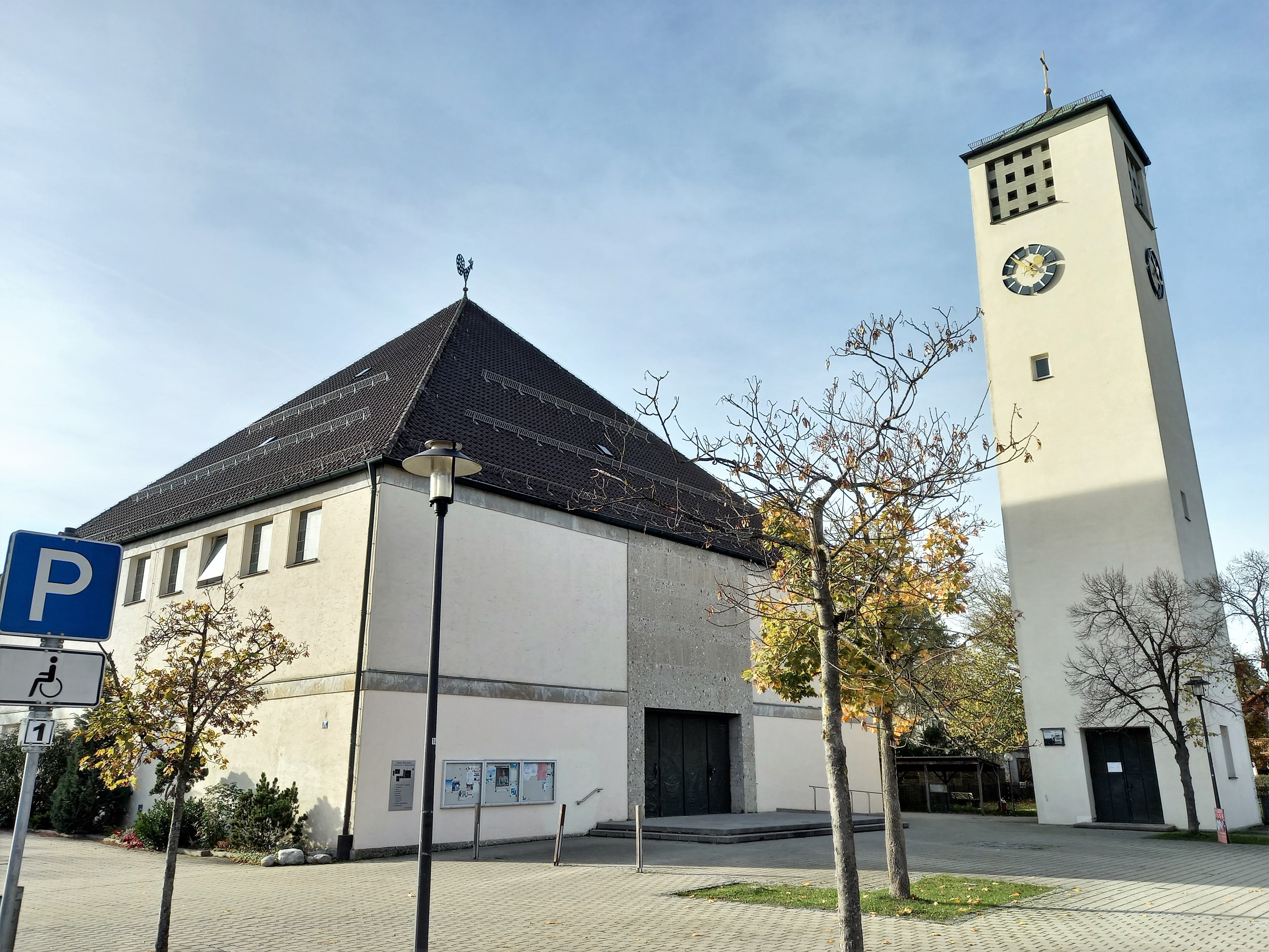
Außenansicht der Pfarrkirche

St. Sebastian ist eine römisch-katholische Pfarrkirche in der Gemeinde Gilching, die im Jahr 1963 geweiht wurde.

## Geschichte

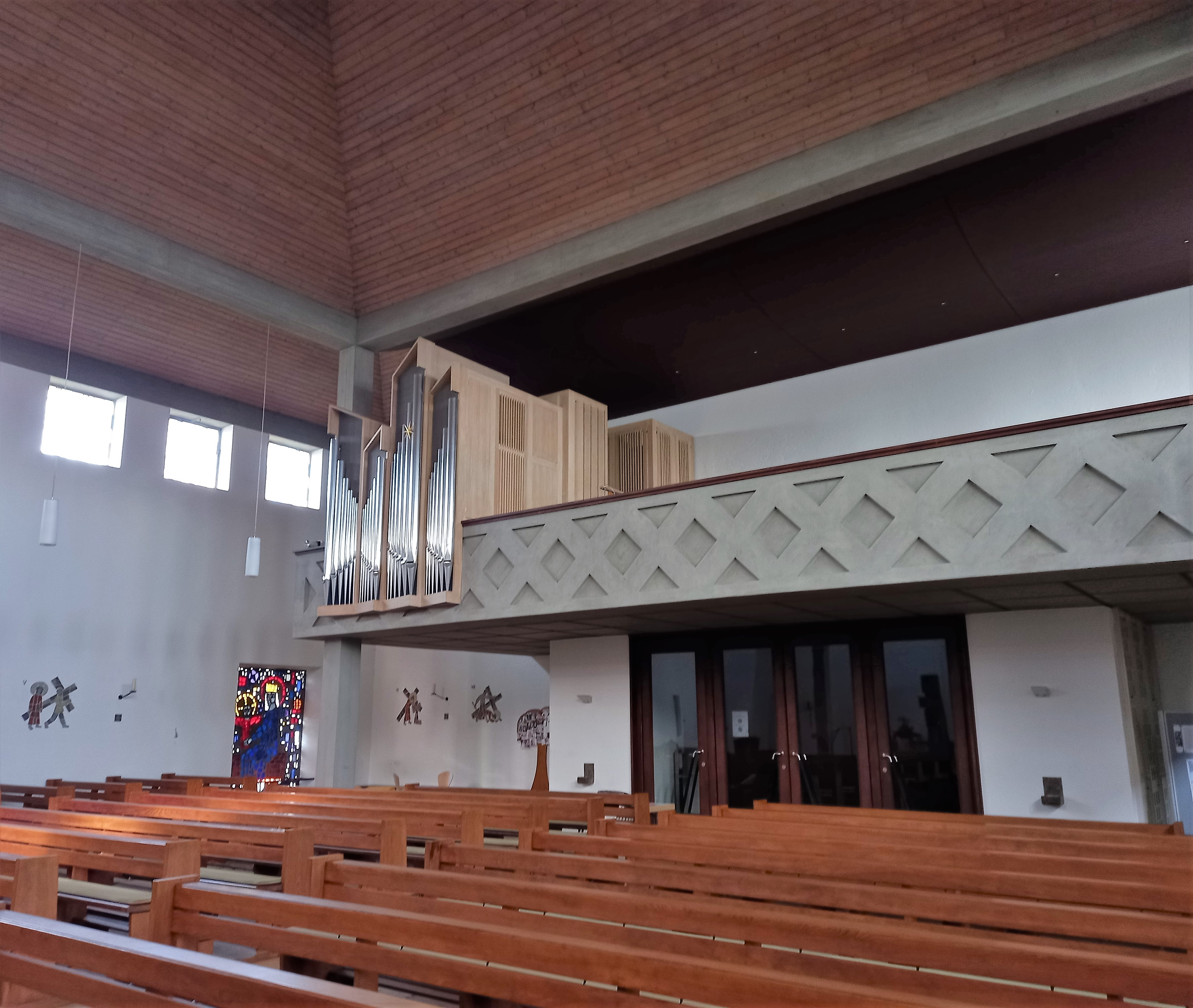
Innenraum der Kirche

Pfarrer Hoch hatte bereits 1954 und 1956 Grundstücke für einen Neubau organisiert. Einen ersten Entwurf von Karl Jantsch für eine Kirche in Glockenform lehnte die Baubehörde 1960 ab. Ein zweiter Entwurf auf rechteckigen Grund mit Zeltdach wurde 1962 genehmigt. Im März desselben Jahres erfolgte der Spatenstich und im September die Grundsteinlegung. Im September 1963 kam es zur Glockenweihe und am 15. Dezember wurde die Kirche durch Weihbischof Johannes Neuhäusler geweiht.
Im Jahr 1974 wurde das Pfarrheim erbaut und ein Jahr später eingeweiht. Im Jahr 2021 wurde es für eine sechsstellige Summe saniert.
Der 50-jährige Jubiläum wurde 2013 mit Festgottesdienst, Orgelkonzert und Taizé-Gottesdienst gefeiert. Seit 2015 ist Franz von Lüninck Pfarrer der Gemeinde.

### Kirchenpatron
Patron der Kirche wurde der Heilige Sebastian auf Wunsch von Pfarrer Hoch. Diese bezog sich auf das Bestehen einer Sebastians-Bruderschaft seit dem 17. Jahrhundert, die durch verschiedene Urkunden belegt ist.

## Ausstattung

### Orgel

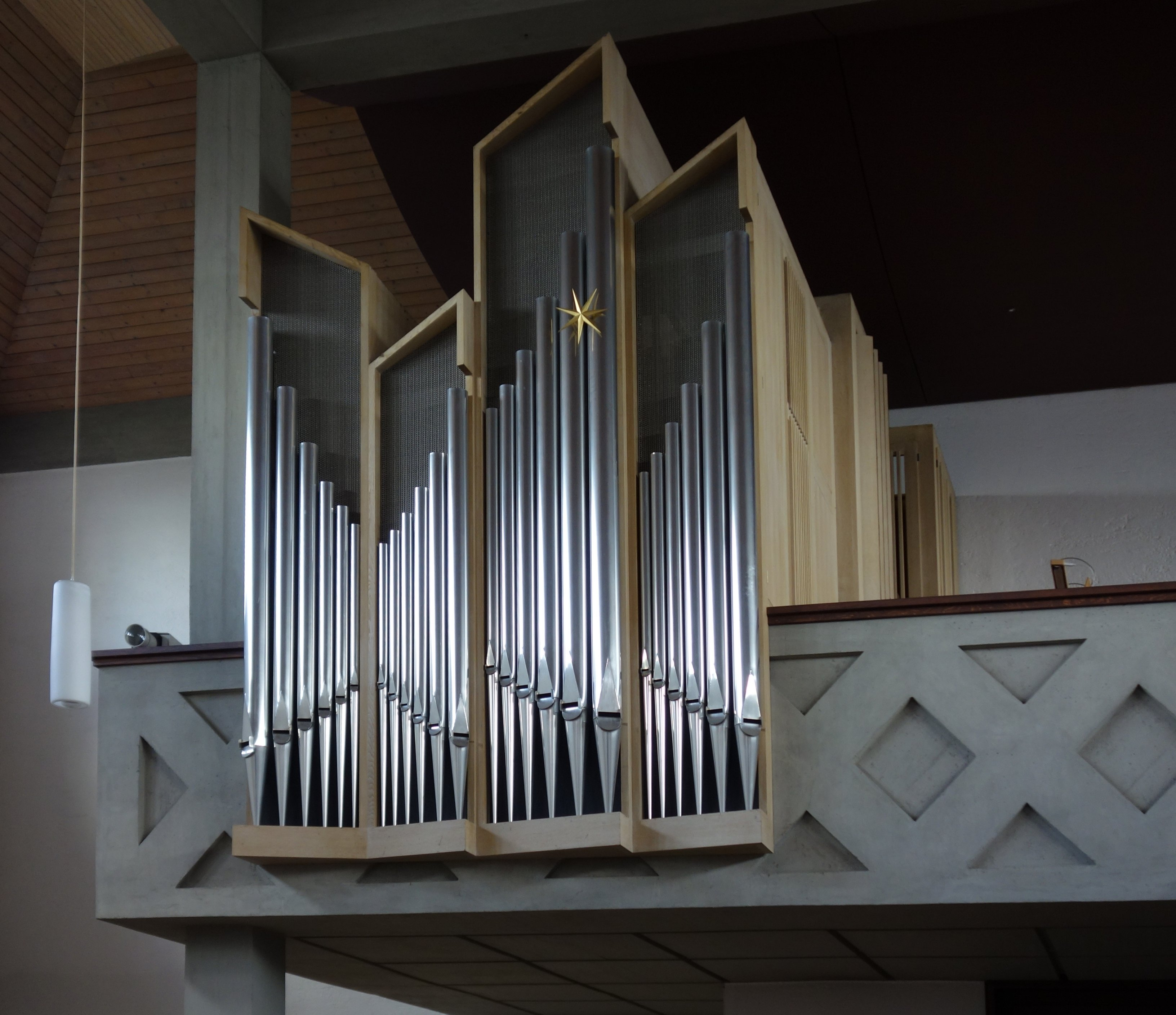
Die Eule-Orgel

Die Orgel mit 25 Registern auf zwei Manualen und Pedal wurde 2002 von Hermann Eule Orgelbau gebaut. Die Disposition lautet:
| I Hauptwerk C–g3  |            |
| Bourdon           | 16′        |
| Principal         | 8′         |
| Metallgedackt     | 8′         |
| Viola da Gamba    | 8′         |
| Octave            | 4′         |
| Spitzflöte        | 4′         |
| Superoctave       | 2′         |
| Mixtur IV         |            |
| Cornett V (ab g0) | [ Anm. 1 ] |
| Trompete          | 8′         |
| Tremulant         |            |

| II Schwellwerk C–g3 |        |
| Bourdon             | 8′     |
| Salicional          | 8′     |
| Flauto amabile      | 8′     |
| Unda maris          | 8′     |
| Fugara              | 4′     |
| Traversflöte        | 4′     |
| Nasard              | 2 ⁄3′  |
| Doublette           | 2′     |
| Terz                | 1 3⁄5′ |
| Quinte              | 1 ⁄3′  |
| Basson-Hautbois     | 8′     |
| Tremulant           |        |

| Pedal C–f1   |     |
| Violonbass   | 16′ |
| Subbass      | 16′ |
| Octavbass    | 8′  |
| Octave       | 4′  |
| Posaune      | 16′ |
| Basstrompete | 8′  |

- Koppeln: II/I, I/P, II/P
- Bemerkungen: Schleifladen, mechanische Spiel- und Registertraktur

Anmerkungen
1. 1 2  Einbau vorbereitet.

### Geläut
Die Kirche verfügt über vier Glocken. Sie bilden die Melodielinie eines Idealquartetts. Die Glocken im Einzelnen:
| Nr. | Material | Gussjahr | Gießer                     | Durchmesser [mm] | Gewicht [kg] | Schlagton |
| --- | -------- | -------- | -------------------------- | ---------------- | ------------ | --------- |
| 1.  | Bronze   | 1963     | Karl Czudnochowsky, Erding | 1.410            | 1.643        | cis1      |
| 2.  | Bronze   | 1963     | Karl Czudnochowsky, Erding | 1.200            | 1.026        | e1        |
| 3.  | Bronze   | 1963     | Karl Czudnochowsky, Erding | 1.065            | 675          | fis1      |
| 4.  | Bronze   | 1963     | Karl Czudnochowsky, Erding | 914              | 460          | a1        |